# メイクアップフォーエバー
メイクアップフォーエバーはLVMHが所有するフランスの化粧品ブランド。1984年にメイクアップアーティストのダニー・サンズが創立した。

## 歴史
メイクアップフォーエバーは1984年にメイクアップアーティストのダニー・サンズが創立した。プロのメイクアップアーティストを含む多くの人に化粧品を提供している。LVMHは1999年にこのブランドを買収し、メイクアップサービスを拡大して、顧客層にアピールするサービスを開発した。